# Santa Eulalia (Guatemala)
Santa Eulalia è un comune del Guatemala facente parte del dipartimento di Huehuetenango.
L'abitato venne fondato nel 1550.